# Саївський НВК

## Історія

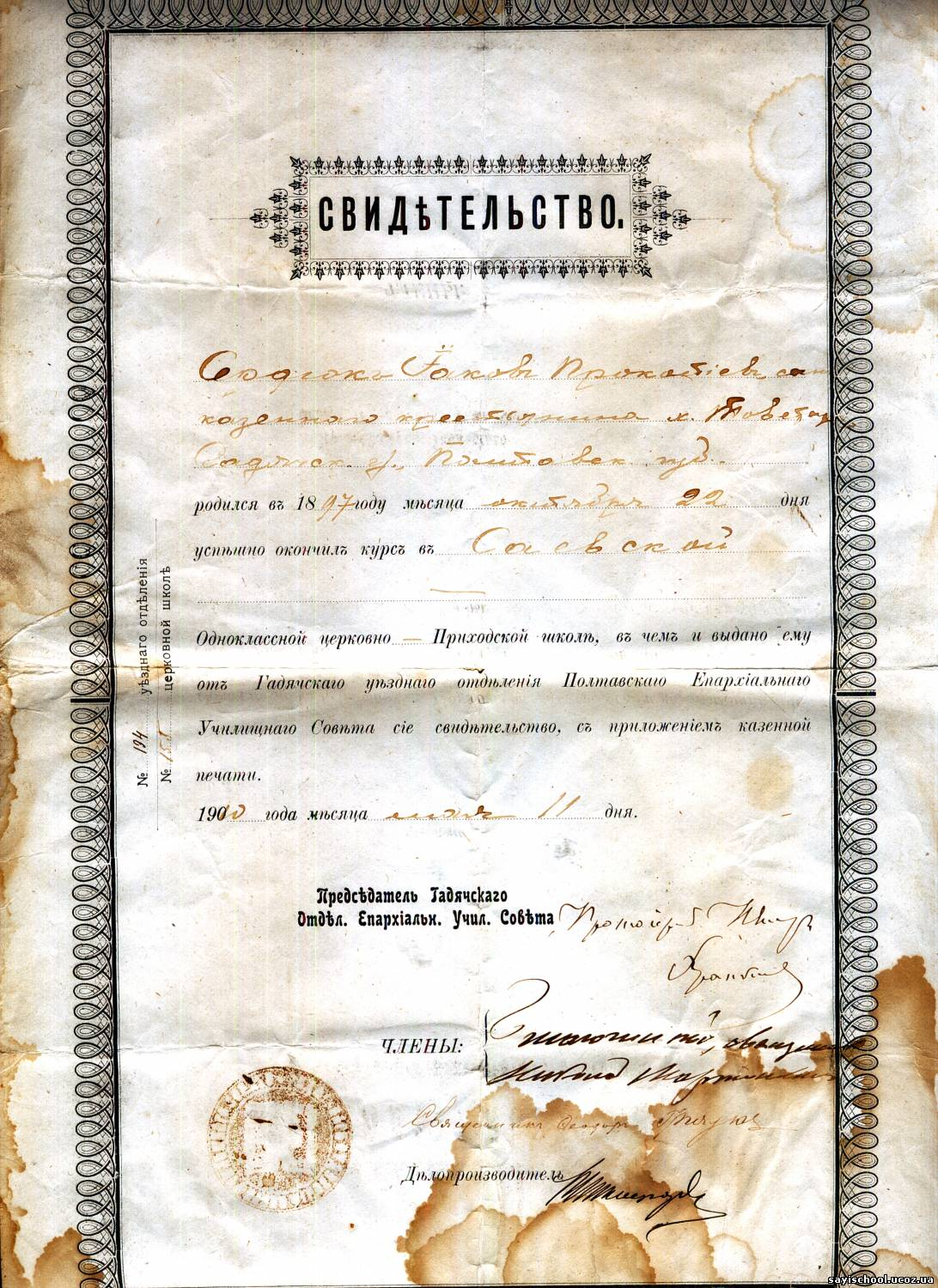
Свідоцтво про закінчення Саївської однокласної церковно-приходської школи Гадяцького повітового відділення Полтавської Єпархіальної Училищної ради (1910 р.)

Історія Саївської школи починається з далеких 1903—1904 років, коли при храмові Миколая Чудотворця в селі Саї було збудовано приміщення та відкрито однокласну церковно-приходську школу. На той час село Саї разом з прилеглими хуторами (Товсті, Рудоман, Мар'янівка) входили до Гадяцького повіту Полтавської губернії. Храм Миколая Чудотворця у Саях знаходився на місці нинішнього парку і Меморіалу Слави. Про це свідчать залишки фундаменту та дерева, посаджені навколо колишньої церкви. На цьому святому місці проводяться служіння під час Великодня та інших великих релігійних свят. Директором школи був Іван Григорович Товстий, другим вчителем за сумісництвом працював дяк. До нас дійшли документальні підтвердження існування школи в Саях — свідоцтва про закінчення Саївської однокласної церковно-приходської школи Гадяцького повітового відділення Полтавської Єпархіальної Училищної Ради, видані 11 травня 1910 р., та 11 травня 1911 року
- У 1912—1913 рр. були збудовані однокласні приміщення шкіл у прилеглих селах Мар'янівці та Рудомані. Причому в Рудоманівській школі вчителя заміняв один із малограмотних сільських дядьків, який міг хіба що навчити учнів писати прізвище та читати Псалтир.
- Таким чином, у 1913 р. на території нинішньої сільської ради діяло три школи із загальною кількістю учнів 80-90 осіб.
- У перші роки Радянської влади школи з трирічного навчання перейшли на чотирирічне навчання.
- У 1927 р. було збудоване приміщення Мельниківської початкової школи (нині Мельники входять у с. Саї). Директором Мельниківської початкової школи був М. Ф. Васаковський. Пізніше було відкрито Товстівську початкову школу.
- У 1929 р. відкрито Нестеренківську початкову школу.
- У 1932 р. Мар'янівська та Товстівська початкові школи були реорганізовані у семирічні школи.
- Та мирну працю народу перервав віроломний напад фашистської Німеччини. У перші дні війни на захист Вітчизни пішли директор Саївської школи Кузьменко Федот Миколайович та вчителі Саївської та Мар'янівської шкіл: Сай Андрій Костянтинович, Кишко Михайло Якович, Пономаренко Василь Панасович, Пономаренко Андрій Лукич, Оксьом Клим Іванович, Крамаренко Іван Лукич, Шаповалов Григорій Павлович, Бугай Іван Іванович. Смертю хоробрих під час оборони Сталінграду в 1942 році загинув директор Саївської школи Кузьменко Федот Миколайович.
- Після закінчення війни відбудовується село, зміцнюється матеріальна база шкіл, колективи поповнюються новими педагогічними кадрами. У повоєнні роки Саївська школа розміщувалася у кількох пристосованих приміщеннях, розташованих навколо нинішнього парку, магазину та Будинку культури в центрі села Саї. І досі навпроти Будинку культури височіють старезні тополі — свідки тих років, коли поруч була школа.

На фото — парк у центрі села.
На задньому плані — перші шкільні приміщення Саївської школи.
(Пам'ятник нині має інший вигляд)
У 1954 р. було збудовано чотирикласне приміщення Саївської школи, а сама школа з восьмирічної реорганізована у середню школу. При цьому учні початкових та середніх класів навчалися в старих приміщеннях школи, розміщених навколо нинішнього парку та Будинку культури. Оскільки приміщення було замалим, а учнів досить багато, то навчання доводилося проводити у дві зміни. Нині у цьому приміщенні знаходяться офіси Саївської сільської ради та відділення № 3 агрофірми «СК-АГРО».
На фото — приміщення школи 1954 року. Нині у цьому приміщенні знаходяться офіси Саївської сільської ради та відділення № 3 агрофірми «СК-АГРО».
Перший раз у перший клас.
На фото — учителька початкових класів Шаповалова Євгенія Михайлівна зі своїми вихованцями.
1 вересня 1962 року.
(Фото надане випускником школи 1972 р. Валюхом Віктором Миколайовичем)
У 1967 році на відзнаку 50-річчя Жовтневої революції було збудоване нове приміщення Саївської школи на 360 учнівських місць, що дало змогу перейти на однозмінне навчання. У цьому приміщенні школа працює і понині.
У 1972—1973 рр. було ліквідовано Мельниківську, Рудоманівську, Товстівську та Мар'янівську початкові школи.
У 2001 р. було виконано капітальний ремонт шкільних приміщень, добудовано крильце-арку на вході, благоустроєно територію школи, зведено декоративну цегляну огорожу.
На фото — зовнішній вигляд школи
після капітального ремонту та благоустрою території
На фото — добудоване крильце-арка на вході в школу
У різні роки в школі працювали учительські сімейні пари: Каща Федір Михайлович — Каща Наталія Антонівна; Пономаренко Василь Панасович — Верхівська Уляна Іванівна; Пономаренко Андрій Панасович — Пономаренко Євдокія Петрівна; Шаповалов Григорій Павлович — Шаповалова Євгенія Михайлівна; Сай Андрій Костянтинович — Сай Ганна Григорівна; Мельник Андрій Петрович — Мельник Любов Іванівна; Голуб Михайло Федорович — Голуб Катерина Олександрівна; Близнюк Михайло Миколайович — Близнюк Катерина Василівна; Пікало Лідія Григорівна — Пікало Олександр Олексійович.
Кількість учителів та учнів у школі в різні роки була різною, але учнів раніше було набато більше, ніж нині… Сьогодні школа переживає свої далеко не найкращі роки…
Кількість учителів та учнів у школі в різні роки
```
	 	Навчальні роки	 	Кількість учнів	 	 	Кількість учителів	 
	 	1913-1914	 	80-90	 	 	4	 
	 	1930-1931	 	193	 	 	11	 
	 	1967-1968	 	462	 	 	35	 
	 	1986-1987	 	186	 	 	24	 
	 	1990-1991	 	130	 	 	22	 
	 	1994-1995	 	156	 	 	22	 
	 	1997-1998	 	186	 	 	20	 
	 	2000-2001	 	188	 	 	18	 
	 	2002-2003	 	176	 	 	18	 
	 	2003-2004	 	157	 	 	18	 
	 	2006-2007	 	128	 	 	20	 	
```

```
               2011-2012 	        61                      20
```

2012—2013 59 20
```
               2013-2014	 	59	 	 	20	 
	       2015-2016	 	57	 	 	17	 
	       2016-2017	 	54	 	 	17
```

Кількість випускників Саївської середньої (загальноосвітньої) школи в різні роки
Рік Кількість випускників
1957 42
1958 47
1959 22
1960 23
1961 15
1962 23
1963 33
1964 22
1965 23
1966 72
1967 38
1969 28
1970 27
1971 29
1972 30
1973 22
1974 36
1975 29
1976 46
1977 45
1978 27
1979 30
1980 35
1981 26
1982 31
1983 34
1984 25
1985 30
1986 30
1987 20
1988 21
1989 19
1990 12
1991 9
1992 9
1993 14
1994 9
1995 7
1996 5
1997 4
1998 10
1999 16
2000 9
2001 12
2002 18
2003 20
2004 14
2005 17
2006 5
2007 13
2008 10
2009 12
2010 2 (індивідуальне навчання)
2011 10
2012 4
2013 6
2014 3
2015 6
2016 4 (індивідуальне навчання)
2017 4 (індивідуально-групове навчання)
За період з 1957 р. від реорганізації у середню (загальноосвітню) по 2017 р. включно школою проведено 61 випуск, випущено 1282 учні з повною загальною середньою освітою.
22 липня 2015 року під головуванням голови районної ради Галини Якуб відбулася 43 сесія районної ради прийнято рішення "Про створення Саївського навчально-виховного комплексу: Саївська загальноосвітня школа І-ІІІ ступенів — Саївський дошкільний навчальний заклад Липоводолинської районної ради Сумської області".